# 丽江剪股颖
丽江剪股颖（学名：Agrostis schneideri）为禾本科剪股颖属下的一个种。